# Pedro Almodóvar
Pedro Almodóvar Caballero (phát âm tiếng Tây Ban Nha: [peðɾo almoðoβar kaβaʎeɾo]; sinh ngày 25 tháng 9 năm 1949) là một đạo diễn phim, biên kịch, nhà sản xuất và cựu diễn viên người Tây Ban Nha.
Almodóvar là một nhà làm phim thành công và được biết đến ở quốc tế. Các bộ phim của ông đặc trưng với những lời thoại phức tạp, sử dụng các lời văn của kịch nói và các yếu tố của nền văn hóa đại chúng, bài hát nổi tiếng, hài hước mang tính trào phúng, màu sắc mạnh mẽ và phong cách bóng bẩy. Ham muốn, đam mê, gia đình và bản sắc là một trong những chủ đề phổ biến nhất của Almodóvar. Các bộ phim của ông được yêu thích trên toàn cầu và ông đã trở thành một nhân vật quan trọng trong nền công nghiệp phim ảnh.
Ông thành lập công ty sản xuất phim tiếng Tây Ban Nha El Deseo với em trai của mình Agustín Almodóvar, người đã sản xuất gần như tất cả các phim của Pedro. Ông được bầu là thành viên nước ngoài danh dự của Viện Hàn lâm Nghệ thuật và Khoa học Mỹ năm 2001 và nhận được bằng tiến sĩ danh dự trong năm 2009 của Đại học Harvard vì những đóng góp cho nghệ thuật.

## Sách tham khảo
- Allinson, Mark. A Spanish Labyrinth: The Films of Pedro Almodóvar, I.B Tauris Publishers, 2001, ISBN 1-86064-507-0
- Almodóvar, Pedro. Some Notes About the Skin I Live In. Taschen Magazine, Winter 2011/12.
- Bergan, Ronald. Film, D.K Publishing, 2006, ISBN 0-7566-2203-4
- Cobos, Juan and Marias Miguel. Almodóvar Secreto, Nickel Odeon, 1995
- D’ Lugo, Marvin. Pedro Almodóvar, University of Illinois Press, 2006, ISBN 0-252-07361-4-4
- Edwards, Gwyne. Almodóvar: labyrinths of Passion. London: Peter Owen. 2001, ISBN 0-7206-1121-0
- Strauss, Frederick.  Almodóvar on Almodóvar, Faber and Faber, 2006, ISBN 0-571-23192-6